# Країна Мрій
Країна мрій (рус. Страна грёз, Страна мечты, укр. Країна мрій — читается как «крайи́на мрий») — украинский международный музыкальный этнический фестиваль.
Впервые состоялся в 2004 году. Проходит ежегодно в одном из центральных парков Киева в дни старинного народного праздника Ивана Купала (2—5 дней в конце июня — начале июля). Зимняя Країна Мрій приходится на Рождественские праздники и проводится в период с 6 по 8 января в разных городах Украины.
Идея фестиваля — возрождение традиционной украинской культуры, поддержка современных музыкальных этнических стилей, а также ознакомление зрителя с элементами этноса других народов.
Инициатор, основатель и художественный руководитель фестиваля «Країна Мрій» Олег Скрипка — лидер украинской рок-группы «Вопли Видоплясова». Одна из песен группы, а именно «Країна Мрій», дала название фестивалю.
Кроме того, в течение года «Країна Мрій» проводит ряд культурных мероприятий на Украине: Фестиваль «Рок Січ», танцевальные вечеринки в стиле «Этно-диско», фестиваль Героической Песни «Молода Гвардія», Вечер Украинского романса, Парад вышиванок и традиционные посиделки.
«Країна Мрій» также проводит издательскую деятельность.
С 2004 года фестиваль посетили около 1 млн посетителей, кроме традиционной Киевской локации, также был проведён во Львове, Днепре, Лондоне, Сургуте, Перми. Фестиваль имеет 2 сезонных формата — летний и зимний (Рождественский). Гостями фестиваля стали мастера и исполнители из 30 стран мира, таких как Белоруссия, Молдавия, Узбекистан, Грузия, Россия, Польша, Литва, Чехия, Болгария, Венгрия, Македония, Сербия, Румыния, Австрия, Бразилия, Канада, США, Турция, Финляндия, Великобритания, Франция, Иран, Норвегия, Нигер, Индия.

## Участники
2004 — Олег Скрипка, ДахаБраха, Нина Матвиенко, Čankišou (Чехия), Энвер Измайлов, Здоб Ши Здуб (Молдавия), Мандри, Палац (Белоруссия), Ishbel MacAskill (Шотландия), Spontaani Vire (Финляндия), Intakas (Литва), Kapela Drewutnia (Польша), Карпатиянs, Древо, Божичі, Буття, Z Drogi (Польша)
2005 — Вопли Видоплясова, Red Cardell (Франция), Назархан (Узбекистан), Тартак и Гуляйгород, Гайдамаки, Очеретяний кіт, Гуцул Каліпсо, Роман Гриньків, Мандри, УРьИЯ (Белоруссия), Rzepczyno (Польша), Esztenas (Венгрия)
2006 — Иво Папасов (Болгария), Red Cardell (Франция), Baba Zula (Турция), Олег Скрипка, Vиlddas (Финляндия), Романо Дром (Венгрия), Клиф Стэплтон (Великобритания), Джонатан Шорленд (Великобритания), Стилусы, Гуцул Каліпсо, ДЖАМ (Иран), Мтиеби (Грузия), Древо, Буття, Гуляйгород
2007 — Халед (Франция), Наташа Атлас (Великобритания), Вартина (Финляндия), Езма Редзепова (Македония), Anselmo Crew (Венгрия), Олег Скрипка, ДахаБраха, Троица (Беларусь), Роман Гриньков, ДримбаДаДзига, Бандурбенд, Володар, Древо, Буття, Сонцекльош, Компаниченко Тарас, Бурдон, Эдуард Драч
2008 — Джипси (Чехия), The Kubasonics (Канада), Кал (Сербия), Karavan Familia (Венгрия), Олег Скрипка, TaRuta, Хорея Козацька, Назад шляху немає, Михайлово чудо, Компаниченко Тарас, Стары Ольса (Белоруссия),
2009 — Valkrrien All Stars (Норвегия), Zalvarinis (Литва), Fanfara Shavale (Румыния), Mad Heads, Компаниченко Тарас, Хорея Козацька, Михайлово чудо, Древо
2010 – Joanna Slowinska (Польша), Олег Скрипка, Фома, Testamentum Terrae (Белоруссия), Компаниченко Тарас, Хорея Козацька, Ильдой (Латвия), Михайлово чудо, Джамбибум (Белоруссия), Вася Club
2011 — Sari Kaasinen (Финляндия), Baba Zula (Турция), Осимира (Белоруссия), Камо грядеши, Ят-ха (Республика Тува), Тартак, Hazmat Modine (США), De Temps Antan (Канада), Олег Скрипка
2012 — Вопли Видоплясова, Василий Попадюк, Mgzavrebi (Грузия), ТНМК, Намгар (Бурятия), Lilian Vieira (Бразилия, Великобритания), Baba Zula (Турция), Илария, Роман Гриньков , Астарта, MA VALISE (Франция)
2013 — «Papa Duke Band» & Олег Скрипка (Украина — Канада), Trebunie Tutki (Польша), Fatima Spar (Австрия), SunSay & Elvira Sarykhalil, ДримбаДаДзига, Kozak System, Палац (Белоруссия)
2014 — Олег Скрипка и Джаз-кабаре «Забава», Бумбокс и Роман Гриньків, «Серебряная Свадьба» (Белоруссия), Перкалаба, The ВЙО, Триставісім, Toumast [fr] (Нигер), Kissmet (Индия) , Earth Wheel Sky Band (Сербия), «Miazsz» (Польша)
2015 — Вопли Видоплясова, Бумбокс, ONUKA, Орест Лютый, ТНМК, Сергій Жадан та Собаки в Космосі, АтмАфера, Пиккардийская терция, Мотор'ролла, The Doox, НастяЗникає, Rock-H
2016 — «Вопли Видоплясова», «ДахаБраха», «Астарта», «Перкалаба», The Doox, Rock-H, Joryj Kłoc
2017 — Олег Скрипка и Le Grand Orchestra, ТНМК, ДІЛЯ, Joryj Kłoc, ILLARIA, фолк-бэнд «БУРДОН», Вертеп, Кораллі, Удел

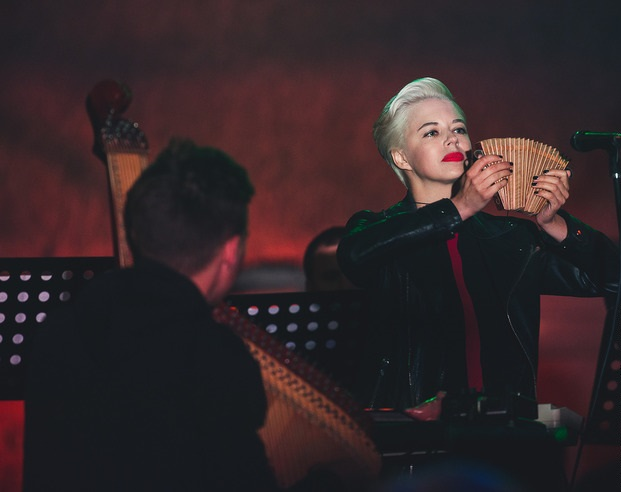
Onuka на сцене фестиваля Краина Мрий
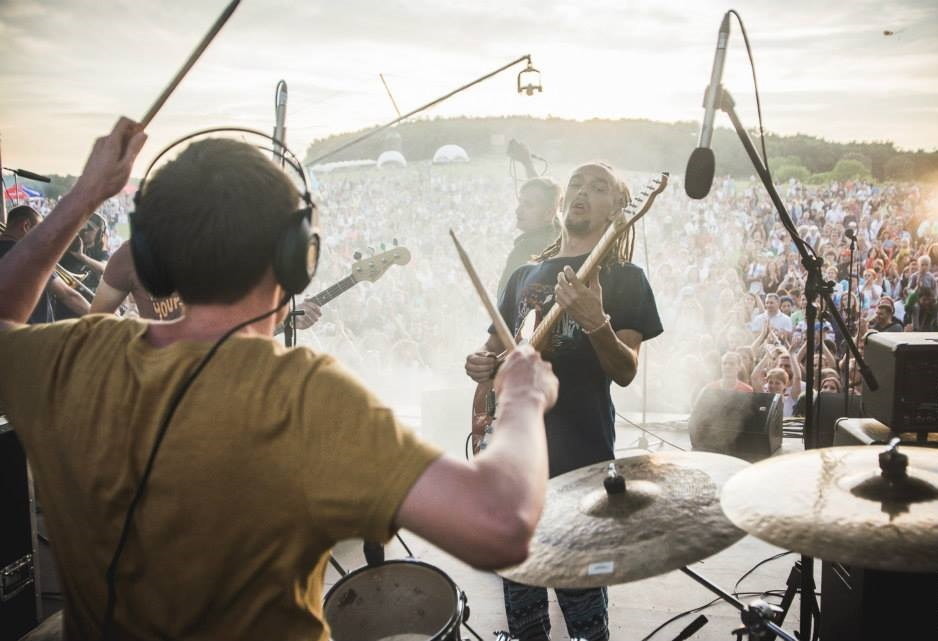
Краина Мрий 2015
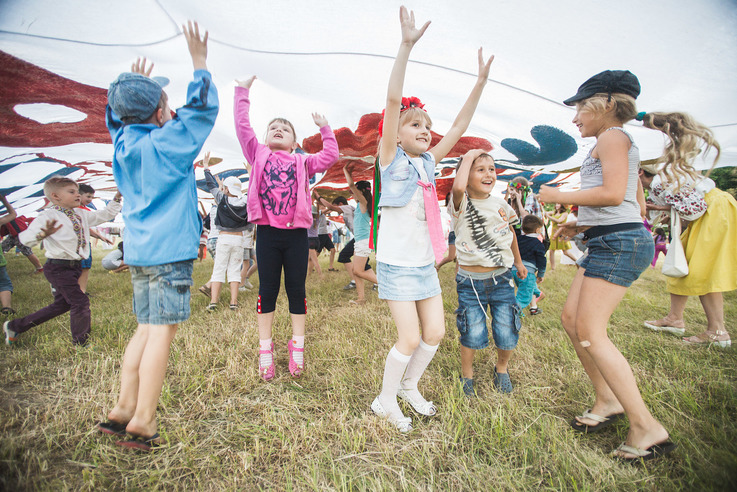
Установление рекорда на самый длинный рушник
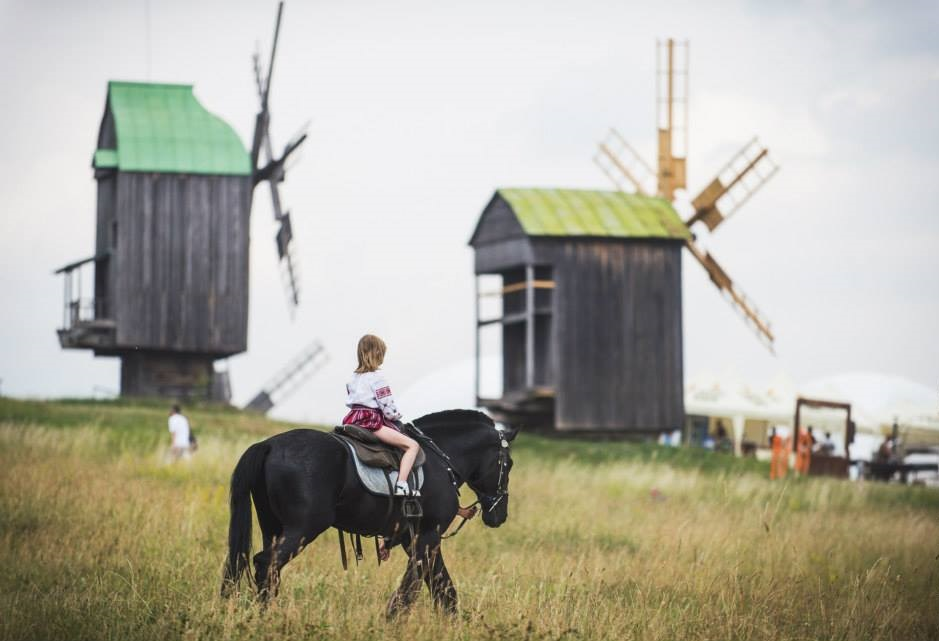
Фестиваль в Пирогово 2015
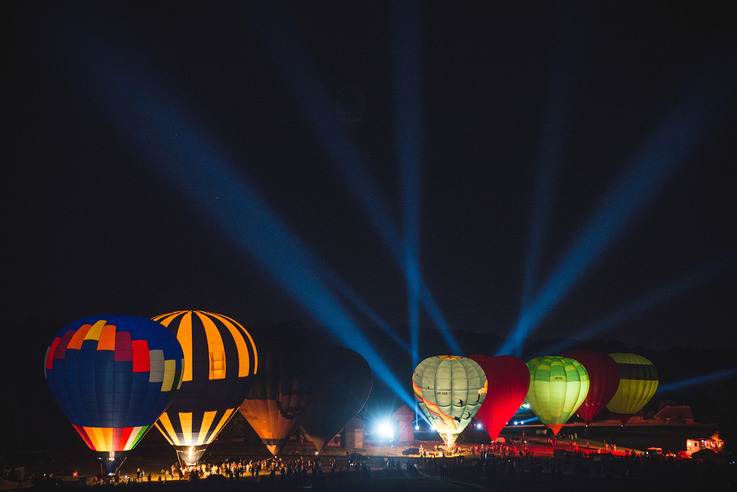
Фестиваль воздушных шаров "Монголфьерия"